# 800 mètres féminin aux Jeux olympiques d'été de 1980 (athlétisme)
Navigation
Montréal 1976 Los Angeles 1984
L'épreuve du 800 mètres féminin aux Jeux olympiques de 1980 s'est déroulée du 24 au 27 juillet 1980 au Stade Loujniki de Moscou, en URSS. Elle est remportée par la Soviétique Nadezhda Olizarenko qui établit un nouveau record du monde en 1 min 53 s 43.

## Résultats

### Finale
| Rang               | Athlète              | Pays               | Temps         | Notes |
| ------------------ | -------------------- | ------------------ | ------------- | ----- |
| Médaille d'or      | Nadezhda Olizarenko  | Union soviétique   | 1 min 53 s 43 | WR    |
| Médaille d'argent  | Olga Mineyeva        | Union soviétique   | 1 min 54 s 81 |       |
| Médaille de bronze | Tatyana Providokhina | Union soviétique   | 1 min 55 s 46 |       |
| 4                  | Martina Kämpfert     | Allemagne de l'Est | 1 min 56 s 21 |       |
| 5                  | Hildegard Ullrich    | Allemagne de l'Est | 1 min 57 s 20 |       |
| 6                  | Jolanta Januchta     | Pologne            | 1 min 58 s 25 |       |
| 7                  | Nikolina Shtereva    | Bulgarie           | 1 min 58 s 71 |       |
| 8                  | Gabriella Dorio      | Italie             | 1 min 59 s 12 |       |

## Légende
Records et Performances
- AR : Record continental (area record)
- CR : Record des championnats (championship record)
- MR : Record du meeting (meet record)
- NR : Record national (national record)
- OR : Record olympique (olympic record)
- PR : Record paralympique (paralympic record)
- PB : Record personnel (personal best)
- SB : Meilleure performance personnelle de la saison (season's best)
- WL : Meilleure performance mondiale de l'année (world leader)
- WJR : Record du monde junior (world junior record)
- WR : Record du monde (world record)

Circonstances et Conditions
- DNF : N'a pas terminé (did not finish)
- DNS : N'a pas pris le départ (did not start)
- DQ : Disqualification (disqualification)
- NM : Aucun essai valable enregistré (No Mark)
- Q : Qualifié « directement » au prochain tour (ou à la prochaine compétition), lors d'une compétition majeure, grâce au classement ou à la réalisation des minima (automatic qualifier)
- q : Qualifié au prochain tour (ou à la prochaine compétition), lors d'une compétition majeure, grâce au repêchage ou à la réalisation de l'une des meilleures performances parmi celles des « non qualifiés directement » (grâce au meilleur temps ou à la meilleure distance par exemple) (secondary qualifier)